# Wasilij Kryłow
Wasilij Nikołajewicz Kryłow (ros. Василий Николаевич Крылов; ur. 2 stycznia 1947, zm. 17 lutego 2018) – rosyjski naukowiec, profesor Zakładu Biologii i Biomedycyny Uniwersytetu w Niżnym Nowogrodzie, dr hab. (doktor nauk biologicznych) specjalizujący się w apiterapii, honorowy profesor Uniwersytetu w Niżnym Nowogrodzie, Zasłużony Pracownik Naukowy Federacji Rosyjskiej (2007) oraz Honorowy Pracownik Szkolnictwa Wyższego Federacji Rosyjskiej. Główny apiterapeuta w Federacji Rosyjskiej od 1997.
W 1970 roku ukończył studia biologiczne (i chemii) na Wydziale Biologii Uniwersytetu w Niżnym Nowogrodzie. W latach 1991–2016 kierownik Katedry Fizjologii i Biochemii swej Alma Mater.
Pracę doktorską obronił w 1990. Był autorem około 300 prac naukowych.